# Nagashima

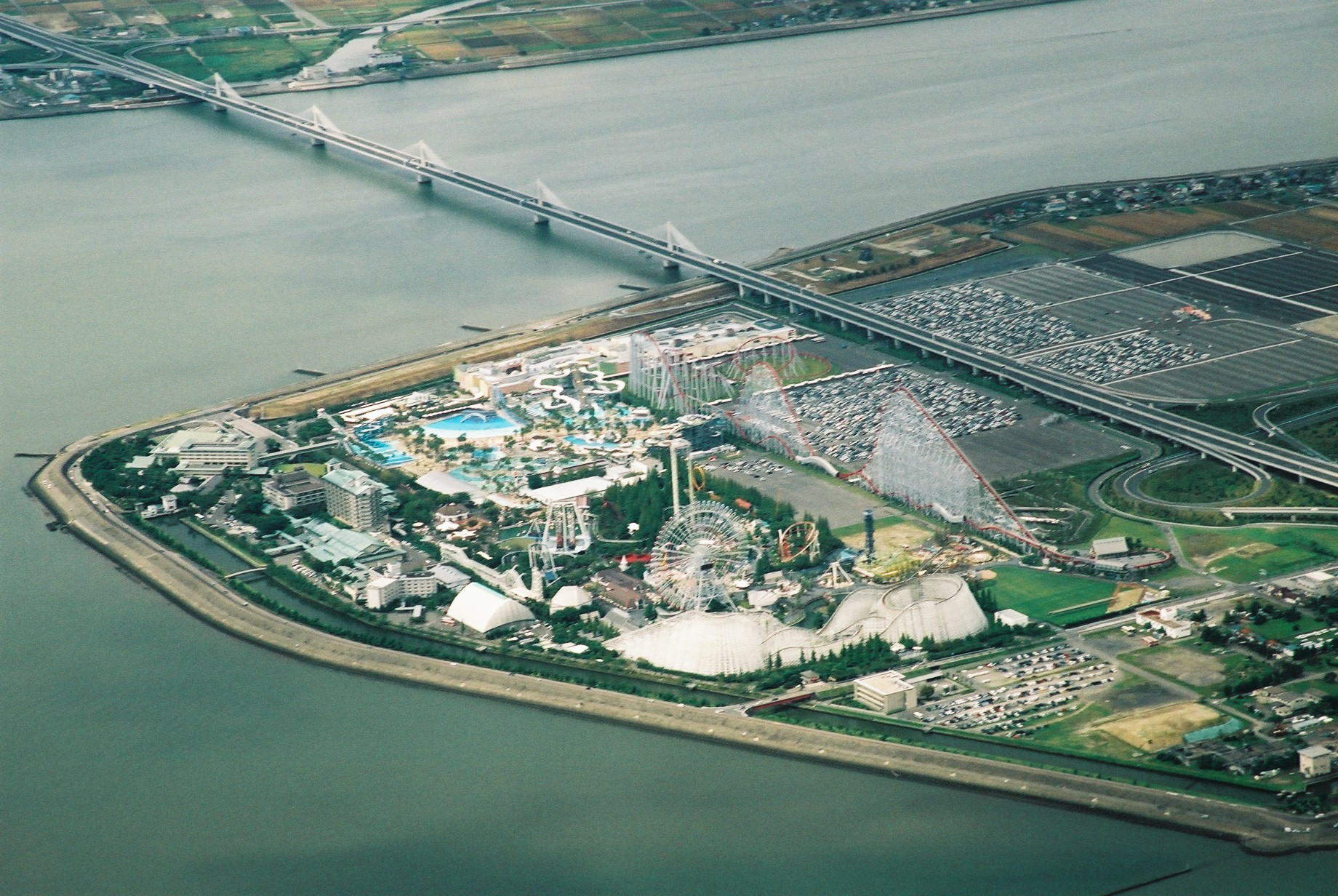
Parc d'attraction Nagashima Spa Land à Kuwana.

Pour les articles homonymes, voir Nagashima (homonymie).
Nagashima (長島町, Nagashima-chō) est un ancien bourg situé dans le district de Kuwana de la préfecture de Mie au Japon.

## Géographie

### Démographie
En 2003, la population est estimée à 15 667 habitants pour une densité de 493,76 personnes par km². La superficie totale est de 31,73 km2.

## Histoire
Les sièges de Nagashima ont lieu en 1571, 1573 et 1574, avec pour résultat la destruction des défenseurs Ikkō-ikki par le seigneur de guerre Oda Nobunaga.
Nagashima est très endommagé par le typhon Véra en 1959.
Le 6 décembre 2004, Nagashima, avec le bourg de Tado (également du district de Kuwana), est fusionné dans la ville de Kuwana en expansion et n'existe donc plus en tant que municipalité indépendante.